# Laugavegur
Laugavegur (islandská výslovnost: [ˈlœyːɣaˌvɛːɣʏr̥]) je turistická stezka na jižním Islandu. Jedná se o nejpopulárnější stezku v zemi, kterou každoročně absolvuje přibližně 75 000–100 000 lidí. V roce 2012 ji National Geographic zařadil mezi dvacet nejlepších turistických tras na světě.
Laugavegur vede z oblasti horkých pramenů Landmannalaugar do ledovcového údolí Þórsmörk. Trasa je známá svou rozmanitou krajinou, která zahrnuje barevné hory, černou lávu, bublající horké prameny, jezera, kaňony a černou písečnou poušť.
Trek obvykle trvá čtyři dny ve směru od severu k jihu se zastávkami v horských chatách Hrafntinnusker, Álftavatn a Emstrur. Během cesty je nutné přebrodit alespoň tři řeky. Trasu lze také spojit s přechodem stezky Fimmvörðuháls vedoucí z Þórsmörku do Skógaru.
Stezka je po celé délce dobře značená. Nicméně nepříznivé povětrnostní podmínky, jako je hustá mlha nebo silné sněžení, mohou výrazně snížit viditelnost, což je obzvláště důležité v prvních dvou úsecích trasy.
Stezka je přístupná od konce června (25.) do poloviny září, kdy se zavírají horské chaty.
Na této trase se od roku 1997 každoročně koná Laugavegurský ultramaraton.